# Moralischer Relativismus
Als Moralischer Relativismus (auch: ethischer Relativismus) werden in der Metaethik Positionen der praktischen Philosophie bezeichnet, welche moralische Prinzipien, Urteile bzw. Überzeugungen auf soziale, kulturelle, historische oder persönliche Gegebenheiten zurückführen. Wertvorstellungen und -urteile, insbesondere moralische Urteile, sind nach dieser Position nicht objektiv und nicht prinzipiell universell gültig. Wertvorstellungen seien vielmehr abhängig u. a. von kulturellen, historischen, insbesondere materiellen Bedingungen und individuellen Präferenzen. Auch ein philosophischer Historismus geht mit einem entsprechenden Relativismus einher. Eine Übertragung heutiger Wertvorstellungen auf historische Ereignisse würde einen unzulässigen Präsentismus darstellen.

## Abendländische Philosophie
Der moralische Relativismus steht im Gegensatz zu allen Formen des moralischen Universalismus (einschließlich aller Formen des moralischen Realismus und des moralischen Naturalismus), der eine Allgemeingeltung und Objektivität moralischer Prinzipien vertritt, die prinzipiell für jede Person einsichtig seien.
Der moralische Relativismus lehnt also eine objektive oder universelle Moral ab. Seine Befürworter vertreten allerdings unterschiedliche Theorien zur Natur der Moral und zu den Beweg- und Rechtfertigungsgründen moralischen Handelns. Einige moralische Relativisten sehen diese nur durch subjektives Moralempfinden erklärbar (Emotivismus). Diese Vorstellung ist ebenso mit universalistischen Ethiken vereinbar. Auch konventionalistische, materialistische oder präskriptivistische Theorien sind mit einem moralischen Relativismus vereinbar. Verbunden mit einer pragmatischen Wahrheitstheorie sind sogar deskriptivistische Varianten denkbar.

### Antike
Bereits um 450 v. Chr. vertraten im alten Griechenland der Sophist Protagoras und der Historiker Herodot moralisch relativistische Ansichten. Protagoras’ Aussage „Der Mensch ist das Maß aller Dinge“ könnte bereits ein früher Vorläufer des moralischen Relativismus sein, allerdings ist nicht ganz klar, ob Protagoras dies auch so im Sinn hatte. Herodot von Halikarnassos (484–420 v. Chr.) beobachtete, dass verschiedene Kulturen ihre eigenen Glaubenssysteme und ihre Art, etwas zu tun, als besser denn die der anderen ansehen. Konkret sprach Herodot hier vom persischen König Dareios, der Griechen an seinen Hof rief und fragte, für wie viel Geld sie bereit wären, ihre Toten zu essen, anstatt sie zu begraben. Diese erwiderten, dass kein Geld der Welt sie dazu bringen könnte. Anschließend sandte Darius nach Kallatiern, Angehörigen eines indischen Volksstammes, die ihre Toten verzehren (siehe Endokannibalismus), und fragte sie, für wie viel Geld sie bereit wären, ihre Väter nach deren Tod zu verbrennen, woraufhin diese laut über solch ein schreckliches Ansinnen aufschrien. Des Weiteren bezweifelten einige antike Philosophen die Existenz einer objektiven Moralität, die frei von subjektiven Einflüssen ist.
Platon verteidigte die Idee eines objektiven Moralkodex, während Aristoteles argumentierte, der Mensch solle anstreben, ein herausragendes Wesen zu besitzen, um glücklich zu sein und sich wohl zu fühlen, und dass es für Menschen logische und natürliche Gründe gäbe, rechtschaffen zu handeln. Einige Jahrhunderte später stellte Sextus Empiricus (2. Jh. n. Chr.) in seinem Werk „Grundzüge der pyrrhonischen Skepsis“ fest, dass gewaltige Unterschiede bezüglich Kleidung, Nahrung, Totenkult etc. zwischen einzelnen Kulturen gefunden werden können, dass „ein Skeptiker sich mit der Aussage zurückhalten muss, ob gut oder böse natürliche Eigenschaften sind“.

### Mittelalter
Mit dem Erstarken des Christentums spielte der moralische Relativismus nur mehr eine untergeordnete Rolle, da Gottes Wille als objektiv gültige Moral gedacht wurde. Die zehn Gebote wurden als absolute und universelle moralische Wahrheiten gesehen. Insbesondere in der Scholastik wurde für das Naturrecht argumentiert. Demnach lassen sich aus dem Wesen bzw. der Natur der Dinge verbindliche, überkulturelle ethische Maßstäbe für alle Menschen ableiten. Relativistische Ansätze kamen daher erst wieder mit dem Beginn der Neuzeit auf.

### Neuzeit
Relativistische Ansätze finden sich im 16. Jh. in Montaignes Werk Essais (II), in denen er dem ethischen Universalismus skeptisch gegenübersteht. Seiner Ansicht nach sind moralische Gesetze und Regeln allein Ergebnisse des Zufalls.
Im 17. Jh. propagierte Thomas Hobbes, dass moralische Regeln als Sozialvertrag gesehen werden können, auf den sich Menschen einigen, um überhaupt miteinander leben zu können. Eine Implikation dieses Vorschlags ist, dass gut oder böse aus pragmatischen Überlegungen entsteht und nicht aufgrund universeller Regeln.
David Hume (1711–1776) wird als Vater des moralischen Relativismus und des modernen Emotivismus bezeichnet, obwohl er selbst den Relativismus nicht unterstützte. Hume unterschied in seinen Werken zwischen Tatsachen und Werten und schlug vor, moralische Urteile als abhängig von den vertretenen Werten zu verstehen, da sie nicht von verifizierbaren Fakten, sondern von unseren Gefühlen und Leidenschaften abhängen. Er bestritt die Existenz eines objektiven Standards der Moral und behauptete, dem Universum wären unsere Vorlieben und Probleme gleichgültig.

### Moderne
Obwohl umstritten, kann behauptet werden, dass Karl Marx (1818–1883) in seiner Kritik der politischen Ökonomie impliziere, dass es keinen objektiven Moralkodex gebe, sondern nur Interessen, die sich der Moral bedienen.
Friedrich Nietzsche (1844–1900), im Gegensatz zu Marx, schrieb einiges über die Moral. Seine berühmte Aussage „Gott ist tot“ impliziert zum Beispiel, dass objektive Moral nicht mehr haltbar sei. In seinem Werk Jenseits von Gut und Böse argumentierte er, dass es keine moralischen Erscheinungen gibt, sondern nur moralische Interpretationen dieser.
Diese philosophischen Sichtweisen ebneten den Weg für moralischen Relativismus hauptsächlich dadurch, dass Zweifel darüber entstanden, ob die Existenz objektiver, moralischer Wahrheiten bewiesen werden könne.

## Klassische Anthropologie
Auch anthropologische Forschungen im 19. und 20. Jahrhundert unterstützen den Relativismus.
William Sumner (1840–1910) argumentierte in seinem 1906 erschienenen Werk Folkways, dass richtig und falsch immer mit den vorherrschenden gesellschaftlichen Sitten und Gebräuchen zusammenhängen und durch Praktiken und Institutionen geformt werden. Für die in einer Gesellschaft lebenden Menschen kann das Konzept einer richtigen Moral nur die Konformität mit lokalen Sitten meinen. (siehe auch Ethnozentrismus)
Der Anthropologe Franz Boas sah kulturellen/moralischen Relativismus als notwendiges, anthropologisches Werkzeug an, um fremde Kulturen und Gesellschaften zu verstehen. Er meinte, dass man vom wissenschaftlichen Standpunkt aus seine eigenen moralischen Werturteile nicht auf den Glauben und die Wertvorstellungen anderer Kulturen projizieren solle, diese allerdings objektiv bewerten könne. Viele seiner Schüler verbreiteten diese Ansichten und einige, wie Melville Herskovits oder Ruth Benedict, argumentierten, dass eine relativistische Ansicht helfen kann, Vorurteile zu bekämpfen und Toleranz zu stärken.

### Aktuelle Positionen

#### Deskriptiver Relativismus
Der deskriptive Relativismus beschreibt eine Vielfalt von normativen Vorstellungen verschiedener Kulturen, Zeiten und gesellschaftlicher Gruppen. Je nach Ausgangslage kann somit von kulturellem oder historischem Relativismus die Rede sein. Der deskriptive Relativismus fordert nicht die Einhaltung bestimmter Toleranzprinzipien. Es werden lediglich empirische Thesen aufgestellt, auf die allerdings keine normativen Thesen folgen. Da die Toleranzforderung an normative Thesen gebunden ist, wird sie nicht durch den deskriptiven Relativismus beschrieben, jedoch auch nicht abgelehnt, er steht der Frage nach einer Verpflichtung zu Toleranz neutral gegenüber.
So genannte beschreibende Relativisten (z. B. Ralph Barton Perry, 1876–1957) akzeptieren die Existenz von Grundmeinungsverschiedenheiten über die richtige Vorgehensweise, auch wenn der gleiche Sachverhalt vorhanden ist und die gleichen Konsequenzen zu erwarten sind. Allerdings leugnen beschreibende Relativisten nicht unbedingt die Existenz einer einzig richtigen, moralischen Beurteilung bei gleichen Umständen.

#### Metaethischer Relativismus
Metaethische Relativisten behaupten, dass alle moralischen Urteile ihren Ursprung entweder in gesellschaftlichen oder in einzelnen Standards haben und dass kein absoluter Standard existiert, mit dem man die Wahrheit einer moralischen Aussage beurteilen kann. Zu diesem Schluss kam auch der britische Philosoph Bernard Williams (1929–2003).
Metaethische Relativisten vertreten im Allgemeinen die Ansicht, dass die beschreibenden Eigenschaften von Begriffen wie „gut“, „schlecht“, „richtig“ und „falsch“ nicht als Universalwahrheitsbedingungen zu sehen sind, sondern eher gesellschaftlichen Konventionen und persönlichen Vorlieben entsprechen. Mit demselben Satz an nachprüfbaren Fakten werden einige Gesellschaften bzw. Einzelpersonen grundlegende Auffassungsunterschiede darüber haben, was gesellschaftliche Normen sind und was man aufgrund eigener Präferenzen tut.
Relativisten, wie zum Beispiel Gilbert Harman, behaupten, dass hinter jeder Handlung eine bestimmte Motivation liegt. Ob eine Person diese Motivation verspürt, ist sehr stark von den Normen und Werten der Gesellschaft abhängig, in der sie sich befindet. Das Gefühl des moralisch „richtigen“ Handelns bringt eine Art von Rechtfertigung für die eigenen Taten.
Der letzte Beurteilungsstandard wird immer den gesellschaftlichen oder persönlichen Normen entsprechen und nicht einem universellen Standard. Als Beispiele dienen hier die wissenschaftlichen Standards zur Temperaturmessung bzw. zur Überprüfung von mathematischen Thesen.
Einige Philosophen behaupten, dass moralischer Relativismus zum Emotivismus oder einer anderen Art von Non-Kognitivismus führt. Diese These wurde in der ersten Hälfte des 20. Jahrhunderts aufgestellt. Führende Vertreter dieser These, die auch als logischer Positivismus bekannt ist, sind Rudolf Carnap (1891–1970) und Alfred Jules Ayer (1910–1989).
Positivisten sehen einen Satz nur dann als sinnvoll an, wenn man diesen durch logische oder empirische bzw. experimentelle Untersuchung überprüfen bzw. beweisen kann. Sätze, welche man nicht auf diese Weise überprüfen kann, wie viele metaphysische Aussagen, werden als nicht falsch erachtet, sondern als leer an Aussagegehalt, Sinn bzw. Bedeutung. Moralische Urteile werden zumeist als Ausdruck empfundener Vorlieben, Zustände bzw. persönlicher Einstellungen erklärt. Sie seien also, was die moralischen Begriffe angeht, frei von kognitiven Inhalten, folglich auch kein möglicher Gegenstand einer Wahrheitsbewertung. Eine solche metaethische Position hat z. B. Charles L. Stevenson (1908–1979) ausgearbeitet. Allerdings beurteilen nicht alle metaethischen Relativisten moralische Sätze bzw. Überzeugungen als sinnlos.

### R. M. Hare
Manche Philosophen, wie zum Beispiel R. M. Hare (1919–2002), argumentieren, dass sich moralische Thesen den Regeln der menschlichen Logik unterwerfen, ungeachtet der Abwesenheit von Fakten. Sie behaupten deshalb, dass der Mensch nicht in der Lage ist, selbst gegensätzliche ethische Urteile zu fällen, wenn er denn glaubhaft bleiben will. Weder befürworten noch widerlegen sie die Existenz von moralischen Fakten, sie sagen nur, dass die menschliche Logik moralische Thesen beeinflusst. Dementsprechend folgern sie, dass ein bevorzugter, objektiver moralischer Standard existiert, wenn auch nur mit eingeschränkter Gültigkeit.

### Walter Terence Stace
Der ethische Relativismus ist Thema in The Concept of Morals von Walter Terence Stace, in dem er schrieb:

“I shall reject ethical absolutism. But I shall also reject ethical relativity. Morality, I shall try to show, is relative in the sense that it is relative to the universal needs of human nature. But it is not relative to the particular needs of particular nations, ages, or social groups. Consequently it does not vary from place to place or from time to time. Morality is universal, but it is not absolute.”

### Irrtumstheorie
John Leslie Mackie beschreibt seine moralischen Argumente für die Relativitätstheorie als Irrtumstheorie: eine Theorie, die besagt, dass, obwohl im Kantischen objektive Werte Teil der Bedeutung der moralischen Sprache und des moralischen Denkens sind, diese objektiven Werte falsch sind.
Im ersten Teil, Ethics: Inventing Right and Wrong, verwendet er mehrere Argumente für seine Behauptung, dass objektive Werte falsch sind. Er argumentiert, dass einige Aspekte des moralischen Denkens relativ sind, und dass dies eine intrinsische Funktion erfordert. Vor allem denkt er, dass es sehr unklar ist, wie man objektive Werte auf Merkmale der natürlichen Welt supervenieren (siehe das Argument von Queerness) könnte. Darüber hinaus glaubt er, dass es schwierig wäre, unser Wissen über „Entitätswerte“ bzw. alle Konsequenzen zu begründen und zu rechtfertigen. Abschließend denkt er, dass es möglich ist zu beweisen, dass die Menschen noch immer an objektive Werte glauben würden, auch wenn diese nicht bewiesen sind bzw. es keinen Grund gäbe, daran zu glauben. Daher behauptet er, dass es möglich ist, Menschen zu täuschen oder im Glauben zu lassen, dass objektive Werte existieren.

## Kritik am moralischen Relativismus

### Relativismus und Weltgemeinschaft
Moralischer Relativismus ist nicht nur ein Thema für Philosophen, sondern er hat auch Auswirkungen auf die Sozialwissenschaften und internationale Beziehungen. 1947 sandte die American Anthropological Association einen Kommentar an die UN-Kommission für Menschenrechte:

“Standards and values are relative to the culture from which they derive so that any attempt to formulate postulates that grow out of the beliefs or moral codes of one culture must to that extent detract from the applicability of any Declaration of Human Rights to mankind as a whole.”

In diesem kritisierte sie, dass die westliche Welt versucht ihre Werte anderen Gesellschaften aufzuzwingen.
Moralische Universalisten glauben, dass die Menschheit moralisches Wissen aus externen Quellen, wie einer Gottheit oder Lehre ableitet und wiederum andere sind überzeugt, dass moralische Tatsachen aus der Natur oder Wirklichkeit resultieren. In jedem Fall bleiben jedoch moralische Tatsachen invariant, wenn die Umstände, auf die sie sich beziehen können, abweichen. Darüber hinaus sieht jede dieser Denkschulen moralische Tatsachen als objektiv und bestimmbar an.
Auch heute ist moralischer Relativismus in der Gesellschaft ein wichtiges Thema, zum Beispiel in Gesellschaften mit vielen Immigranten. Hier geht es zum Beispiel darum, bis zu welchem Punkt Praktiken von Minderheiten geduldet werden sollen, wenn diese in Konflikt stehen mit den moralischen Grundsätzen der Mehrheit.

### Römisch-katholisch
Die Behauptungen des moralischen Relativismus stehen im Konflikt mit den Grundsätzen der meisten Weltreligionen. Katholiken schreiben die Verdrängung von absoluten Werten durch den moralischen Relativismus der Nachkriegszeit Europas zu. Joseph Ratzinger und Marcello Pera argumentierten, dass Europa nach 1960 viele traditionelle christliche Normen und Werte aufgab und mit sich ständig verändernden moralischen Regeln ersetzte. Zugleich habe sich in dieser Zeit der Sexualakt vom reinen Mittel der Fortpflanzung fortentwickelt, es sei ein Bevölkerungsvakuum entstanden, das durch Immigranten, meist aus islamischen Ländern, gefüllt worden sei, welche wiederum versuchten, absolute moralische Werte  einzuführen. Eine offizielle Antwort der römisch-katholischen Kirche auf den moralischen Relativismus findet man in der Veritatis splendor, der zehnten Enzyklika von Papst Johannes Paul II.

### Argument der Intoleranz
Diese Theorie bezieht sich auf die Wahrscheinlichkeit für intolerantes Handeln. Moralische Relativisten behaupten, dass eine moralisch absolute Einstellung die Wahrscheinlichkeit für intolerantes Verhalten anderen Menschen gegenüber erhöht und die Verurteilung von anderen Handelsweisen verstärkt. So wurden beispielsweise sehr viele Menschen im Laufe des zweiten Jahrtausends aufgrund ihrer Religion getötet, weil diese nicht mit der des derzeit herrschenden Monarchen übereinstimmte. Heute würde wahrscheinlich jeder zustimmen, dass dieses Verhalten unmoralisch ist. Demnach ergebe sich, dass die Konsequenzen von moralisch relativistischem Handeln weniger unmoralisch sind als die des moralisch absoluten Handelns. Dagegen spricht jedoch, dass gerade nicht-relativistische, „absolute“ Ethiken (wie etwa die des Naturrechts) unverhandelbare Grundrechte wie die Menschenwürde und das Recht auf Leben bzw. ein Tötungsverbot vertreten.

### Moralische Innovation
Zu früherer Zeit wurde die Sklaverei an vielen Orten dieser Welt als durchaus akzeptabel angesehen, während sie anderorts als das große Übel bezeichnet wurde. Viele Autoren und Denker dieser Zeit hielten bereits fest, dass es wohl einen einheitlichen moralischen Standard geben müsse, um solche Dinge zu verhindern. Moralische Relativisten würden darauf entgegnen, dass dieser Standard nur dann gültig sein könne, wenn die Person selbst eine bestimmte Tatsache (in diesem Beispiel Sklaverei) bereits von sich selbst aus als unmoralisch angesehen hätte.
Viele Relativisten sprechen mittlerweile auch schon davon, dass gewisse Handelsweisen moralisch falsch sind. Aber anstatt zu sagen, „Sklaverei ist falsch“, wird die Aussage in einem eher kulturellen Blickwinkel betrachtet, so wie zum Beispiel „Sklaverei wird von unserer Gesellschaft abgelehnt“. Allerdings gab es auch zu Zeiten der Sklaverei moralische Relativisten mit dieser Einstellung. In diesem Fall wäre die Aussage natürlich falsch, da Sklaverei ja von der Gesellschaft als richtig anerkannt wurde. Demnach ist es eher schwierig, von einer Entwicklung oder sogar Verbesserung des moralischen Relativismus zu sprechen.

### Eingreifen und Untätigkeit
Ein Kritikpunkt am moralischen Relativismus ist, dass Relativisten es nicht rechtfertigen können, in Gebräuche anderer Kulturen einzugreifen, da man ihnen damit seine eigene moralischen Vorstellungen aufzwingen würde. In Realität kann dieser Einwand aber nicht allen Relativisten vorgeworfen werden, da nicht alle das „Nicht-Aufzwingen“ als wesentlichen Grundsatz verstehen. Allerdings müssen die, die das „Nicht-Aufzwingen“ als Grundsatz vertreten, die Kritik annehmen, dass sie nicht gewillt wären, Unheil oder Böses zu verhindern, auch wenn sie es selbst als Übel in ihrer eigenen Gesellschaft sehen würden.

### Ist Relativismus ein Nihilismus?
Nihilismus ist die Verneinung jeglicher Erkenntnis-, Wert- und Gesellschaftsordnung, umgangssprachlich auch die Verneinung aller positiven Ansätze. Am Relativismus wird kritisiert, dass er keine positive Moraltheorie beschreibt, da er zum Beispiel folgendes Kriterium einer positiven Moraltheorie nicht erfüllt:
- Eine Moraltheorie sollte normativ sein, moralischer Relativismus ist im besten Fall eine Irrtumstheorie.[25]

Die Kritik behauptet, dass moralischer Relativismus in Wirklichkeit moralischer Nihilismus oder eine Irrtumstheorie ist und fälschlicherweise als positive Moraltheorie interpretiert wird.